# Palmenartige
Die Palmenartigen (Arecales) sind eine Ordnung der Commeliniden innerhalb der Monokotyledonen.

## Merkmale
Die Vertreter besitzen monopodiales Wachstum, die Pflanzen sind unverzweigt. Der Stamm ist häufig gut ausgebildet und holzig. Die Wurzeln besitzen Gefäße. Das Cuticularwachs ist als Stäbchenbündel ausgebildet. Die Stomata sind tetracytisch. Die Blätter sind spiralig angeordnet. Die Blüten sind mehr oder weniger sitzend. Es kommen Septalnektarien vor. Pro Fruchtblatt gibt es eine basal sitzende, aufrechte Samenanlage. Ihr äußeres Integument ist meist mehr als sechs Zelllagen dick. Die Frucht ist eine Schließfrucht.

## Systematik
Zu den Arecales wurden lange nur die Arecaceae gezählt. Die nächsten Verwandten der Arecaceae waren lange unklar, auch wenn häufig die Dasypogonaceae als nächste Verwandte vermutet wurden. Erst 2016 wurde letztere Familie durch die Angiosperm Phylogeny Group endgültig zu den Arecales gestellt.
Die Arecales sind eine der vier Ordnungen der Commeliniden. Sie sind die Schwestergruppe der übrigen drei Ordnungen, Poales, Commelinales und Zingiberales.
Die Arecales sind eine monophyletische Gruppe und bestehen aus folgenden beiden ebenfalls monophyletischen Familien:
- Arecaceae (Palmengewächse)
- Dasypogonaceae